# Embryonale stamcellen

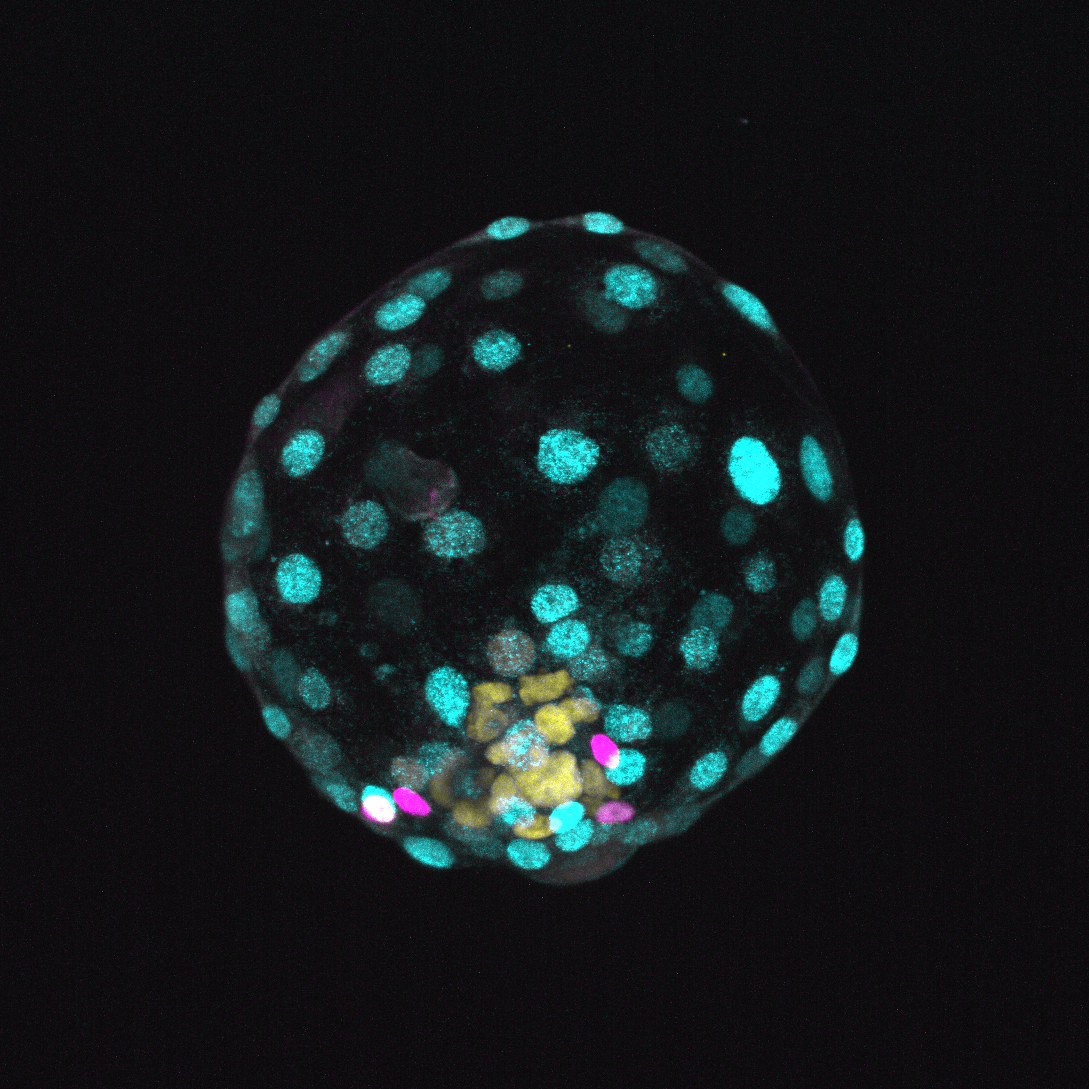
Een blastocyste die gevormd is uit menselijke embryonale stamcellen (met de trofoblast blauw gekleurd), opname met fluorescentiemicroscoop

Embryonale stamcellen (ESC) zijn pluripotente stamcellen die afkomstig zijn uit een zeer vroeg stadium van het embryo, meestal het blastocyststadium (ongeveer 4-5 dagen na de bevruchting bij mensen). Een belangrijk kenmerk van deze cellen is dat ze pluripotent zijn: ze kunnen zich ontwikkelen tot alle celtypen van het lichaam, zoals zenuwcellen, spiercellen en bloedcellen.
Door deze bijzondere eigenschappen zijn embryonale stamcellen van groot belang in wetenschappelijk onderzoek. Ze worden gebruikt bij het bestuderen van de vroege menselijke ontwikkeling, bijvoorbeeld om te begrijpen welke transcriptiefactoren en signaalroutes de eerste celbeslissingen aansturen. Daarnaast worden ze gebruikt bij de ontwikkeling van nieuwe therapieën (regeneratieve geneeskunde) en het testen van medicijnen op ESC-afgeleide cellen, waardoor dierproeven deels overbodig worden.
Het gebruik van embryonale stamcellen voor onderzoek werpt ethische vragen op, omdat voor het verkrijgen van deze cellen een embryo wordt vernietigd. Daarom is er ook veel onderzoek naar alternatieven, zoals geïnduceerde pluripotente stamcellen (iPSC), die uit volwassen lichaamscellen worden gemaakt maar vergelijkbare eigenschappen hebben. In Nederland en België zijn wettelijke kaders vastgesteld voor biomedisch onderzoek met embryonaal materiaal.

## Eigenschappen

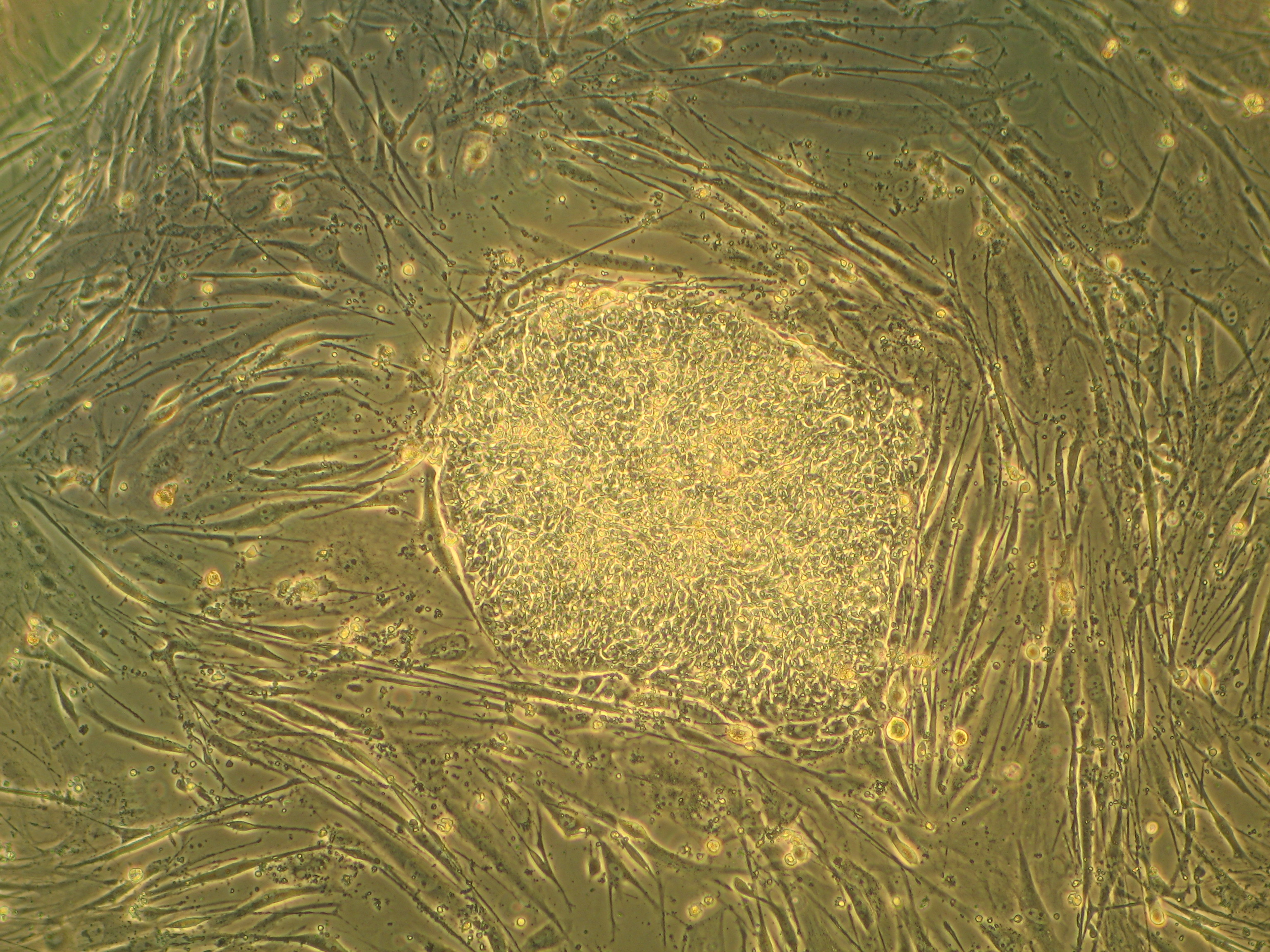
Menselijke embryonale stamcellen in een celcultuur onder een normale lichtmicroscoop

Embryonale stamcellen (ESC's), afkomstig uit het blastocyststadium van vroege zoogdierembryo's, onderscheiden zich door hun vermogen om te differentiëren tot elk embryonaal celtype en door hun vermogen om zichzelf te vernieuwen. Het zijn deze eigenschappen die ze waardevol maken op wetenschappelijk en medisch gebied. ESC's hebben een normaal karyotype, behouden een hoge telomerase-activiteit en vertonen een opmerkelijk proliferatief potentieel op de lange termijn.

### Pluripotent
Embryonale stamcellen van de embryoblast zijn pluripotent, wat betekent dat ze kunnen differentiëren om primitief ectoderm te genereren, dat uiteindelijk tijdens de gastrulatie differentieert in alle derivaten van de drie primaire kiembladen: ectoderm, endoderm en mesoderm. Deze kiembladen genereren elk van de meer dan 400 celtypen in het volwassen menselijk lichaam. Wanneer ze de juiste signalen krijgen, vormen ESC's aanvankelijk voorlopercellen die vervolgens differentiëren tot de gewenste celtypen. Pluripotentie onderscheidt embryonale stamcellen van volwassen stamcellen, die multipotent zijn en slechts een beperkt aantal celtypen kunnen produceren.

### Zelfvernieuwing en structuurherstel
Onder bepaalde omstandigheden kunnen embryonale stamcellen in een ongedifferentieerde staat zichzelf onbeperkt te vernieuwen. Zelfvernieuwingsomstandigheden moeten voorkomen dat de cellen klonteren en een omgeving in stand houden die een niet-gespecialiseerde staat ondersteunt.  Meestal gebeurt dit in het laboratorium met media die serum en leukemie-remmende factor bevatten of serumvrije mediasupplementen met twee remmende geneesmiddelen ("2i"), de MEK-remmer PD03259010 en GSK-3-remmer CHIR99021.

### Groei
ESC's delen zich zeer frequent vanwege een verkorte G1-fase in hun celcyclus. Snelle celdeling zorgt ervoor dat de cellen snel in aantal toenemen, maar niet in grootte, wat belangrijk is voor de vroege embryonale ontwikkeling. In ESC's worden cycline A- en cycline E-eiwitten die betrokken zijn bij de G1/S-overgang altijd op hoge niveaus tot expressie gebracht. Cycline-afhankelijke kinases zoals CDK2 die de voortgang van de celcyclus bevorderen, zijn overactief, deels vanwege de downregulatie van hun remmers. Retinoblastoom-eiwitten die de transcriptiefactor E2F remmen totdat de cel klaar is om de S-fase in te gaan, worden in ESC's hypergefosforyleerd en geïnactiveerd, wat leidt tot voortdurende expressie van proliferatiegenen. Deze veranderingen resulteren in versnelde cycli van celdeling. Hoewel hoge expressieniveaus van pro-proliferatieve eiwitten en een verkorte G1-fase in verband zijn gebracht met het behoud van pluripotentie, brengen ESC's die gekweekt worden in serumvrije 2i-omstandigheden wel hypo-gefosforyleerde actieve retinoblastoom-eiwitten tot expressie en hebben ze een verlengde G1-fase. Ondanks dit verschil in de celcyclus in vergelijking met ESC's die gekweekt worden in media met serum, hebben deze cellen vergelijkbare pluripotente kenmerken. Pluripotentiefactoren Oct4 en Nanog spelen een rol bij de transcriptionele regulering van de embryonale stamcelcyclus.

## Toepassingen
Embryonale stamcellen kunnen zich in vrijwel alle mogelijke celtypen ontwikkelen en zich in principe onbeperkt vernieuwen. Daarom worden ze onderzocht als mogelijk toepassing in de regeneratieve geneeskunde, bijvoorbeeld als mogelijke bron van donorweefsel. ESC's zijn onder meer gebruikt bij aandoeningen als ruggenmergletsel, diabetes en neurodegeneratieve ziekten. Buiten therapie worden ESC’s ook gebruikt om de vroege menselijke ontwikkeling in kaart te brengen, en genetische ziekten of toxische effecten van stoffen in het laboratorium te bestuderen.

### Weefseltechnologie

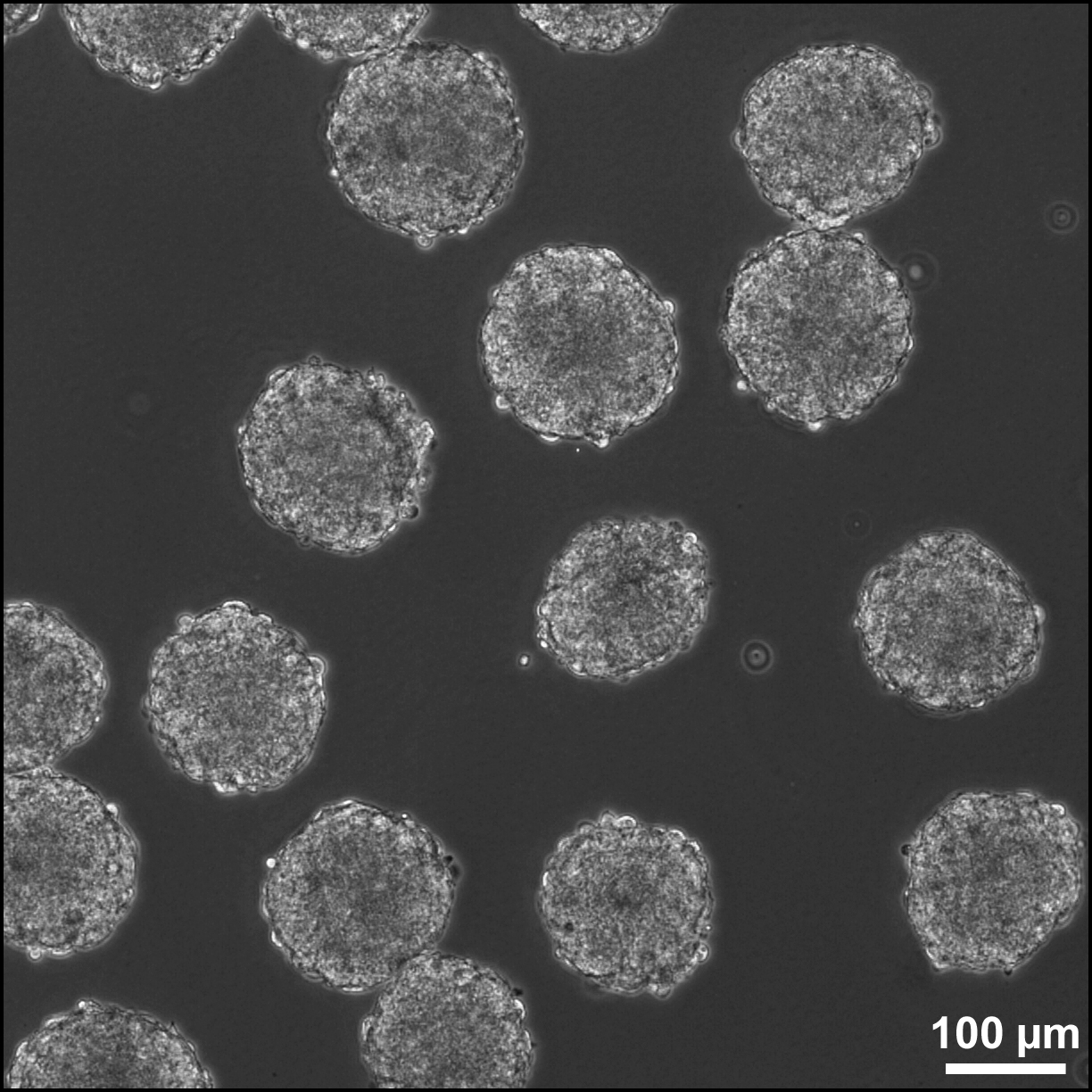
Embryoïde lichaampjes 24 uur na vorming.

In de weefseltechnologie is het gebruik van stamcellen van belang. Om een weefsel succesvol te kunnen ontwerpen, moeten de gebruikte cellen specifieke biologische functies kunnen uitvoeren, zoals de secretie van cytokines, signaalmoleculen, interactie met naburige cellen en het produceren van een extracellulaire matrix in de juiste organisatie. Stamcellen vertonen deze specifieke biologische functies, samen met het vermogen om zichzelf te vernieuwen en te differentiëren in een of meer typen gespecialiseerde cellen. Embryonale stamcellen zijn een van de bronnen die worden overwogen voor het gebruik in de  weefseltechnologie. Het gebruik van menselijke embryonale stamcellen heeft veel nieuwe mogelijkheden geopend voor de weefseltechnologie, maar er zijn nog veel horden die moeten worden genomen voordat menselijke embryonale stamcellen zelfs maar kunnen worden gebruikt. Er wordt verondersteld dat als embryonale stamcellen zodanig kunnen worden aangepast dat ze geen immuunreactie meer oproepen wanneer ze bij de patiënt worden geïmplanteerd, dit een revolutionaire stap zou zijn in de weefseltechnologie. Embryonale stamcellen zijn niet beperkt tot de weefseltechnologie.

### Celvervangende therapieën
Onderzoek heeft zich gericht op het differentiëren van ESC's in verschillende celtypen voor uiteindelijk gebruik als celvervangende therapieën. Enkele van de celtypen die zijn of momenteel worden ontwikkeld, zijn hartspiercellen, zenuwcellen, hepatocyten, beenmergcellen, eilandjes van Langerhanscellen en endotheelcellen.   De vorming van dergelijke celtypen uit ESC's is echter niet zonder obstakels, daarom heeft het onderzoek zich gericht op het overwinnen van deze obstakels. Er zijn bijvoorbeeld studies gaande om ESC's te differentiëren in weefselspecifieke hartspiercellen en om hun onvolwassen eigenschappen te verwijderen die hen onderscheiden van volwassen hartspiercellen.

### Klinisch potentieel

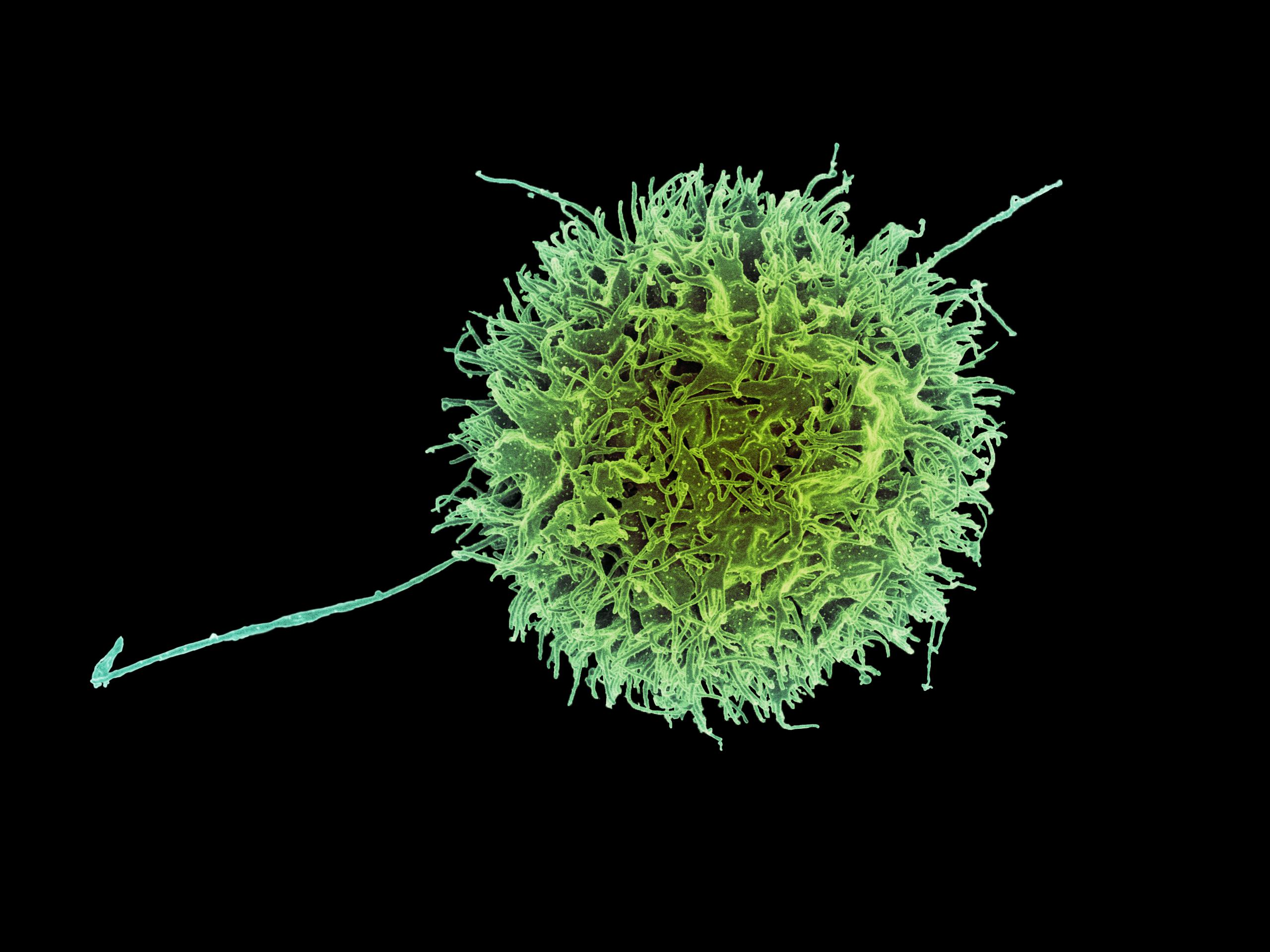
Een ingekleurde elektronenmicroscopische opname van een menselijke naturalkillercel

- Onderzoekers hebben ESC's gedifferentieerd in dopamine-producerende cellen in de hoop dat deze zenuwcellen gebruikt kunnen worden bij de behandeling van de ziekte van Parkinson.[15][16]
- ESC's zijn gedifferentieerd in naturalkillercellen en botweefsel.[17]
- Er zijn studies gaande met ESC's om een alternatieve behandeling voor diabetes te bieden. ESC's zijn bijvoorbeeld gedifferentieerd in insuline-producerende cellen,[18] en onderzoekers aan de Harvard University waren in staat om grote hoeveelheden alvleesklier-bètacellen te produceren uit ESC's.[19]
- Een artikel gepubliceerd in het European Heart Journal beschrijft een translationeel proces van het genereren van uit menselijke embryonale stamcellen afgeleide hartvoorlopercellen die gebruikt kunnen worden in klinische proeven met patiënten met ernstig hartfalen.[20]

### Onderzoek nieuwe geneesmiddelen
Naast het feit dat ze een belangrijk alternatief zijn voor orgaantransplantaties, worden ESC's ook gebruikt op het gebied van toxicologie en als cellulaire screenings om nieuwe chemische stoffen te ontdekken die kunnen worden ontwikkeld als kleine-moleculaire geneesmiddelen. Studies hebben aangetoond dat hartspiercellen die zijn afgeleid van ESC's gevalideerde in vitro-modellen zijn voor het testen van medicijnreacties en het voorspellen van toxiciteitsprofielen. Van ESC afgeleide hartspiercellen is aangetoond dat ze reageren op farmacologische stimuli en kunnen daarom worden gebruikt om cardiotoxiciteit te beoordelen, zodat ze bijvoorbeeld geen Torsade de Pointes veroorzaken.
ESC-afgeleide hepatocyten zijn ook nuttige modellen die kunnen worden gebruikt in de preklinische stadia van onderzoek naar nieuwe geneesmiddelen. De ontwikkeling van hepatocyten uit ESC's is echter moeilijk gebleken en dit belemmert het vermogen om het metabolisme van geneesmiddelen te testen. Daarom heeft het onderzoek zich gericht op het ontwikkelen van volledig functionele ESC-afgeleide hepatocyten met stabiele fase I- en II-enzymactiviteit.

### Modelleren van genetische stoornissen
Verschillende nieuwe studies zijn begonnen met het concept van het modelleren van genetische stoornissen met embryonale stamcellen. Ofwel door genetische manipulatie van de cellen, of meer recent, door het afleiden van zieke cellijnen die zijn geïdentificeerd door prenatale genetische diagnose (PGD), is het modelleren van genetische aandoeningen iets dat is bereikt met stamcellen. Deze aanpak kan heel waardevol blijken bij het bestuderen van aandoeningen zoals het fragiele-X-syndroom, cystische fibrose en andere erfelijke aandoeningen waarvoor geen betrouwbaar modelsysteem bestaat.
Yury Verlinsky, een Russisch-Amerikaanse medisch onderzoeker die zich specialiseerde in embryo- en cellulaire genetica (genetische cytologie), ontwikkelde prenatale diagnostische testmethoden om op genen beruste en chromosomale aandoeningen anderhalve maand eerder te bepalen dan met een standaard vruchtwaterpunctie. De technieken worden nu gebruikt door veel zwangere vrouwen en toekomstige ouders, met name stellen met een voorgeschiedenis van genetische aandoemingen of waarbij de vrouw ouder is dan 35 (wanneer het risico op genetisch gerelateerde aandoeningen hoger is). Bovendien hebben ouders, door een embryo zonder genetische aandoeningen te selecteren, de mogelijkheid om het leven  van broers en zussen te redden die al soortgelijke aandoeningen en ziekten hebben met behulp van cellen van het ziektevrije nageslacht. Dit wordt een savior baby, een donorbaby, een reddingsbaby of een baby op maat genoemd. Hierbij wordt in-vitrofertilisatie gebruikt, waarbij de bevruchte eicel hetzelfde genetische humaan leukocytenantigeen (HLA-type) van een broertje of zusje met een bepaalde ziekte heeft. De bevruchte eicel is dus zelf vrij van de ziekte én heeft een kans om mesenchymatische stamcellen uit de navelstreng met stamceltransplantatie door te geven voor het genezen van de broer of zus, die lijdt aan een dodelijke ziekte, zoals kanker of anemie van Fanconi, die het beste behandeld kunnen worden met een hematopoëtische stamceltransplantatie. Bevruchte eicellen worden getest op genetische compatibiliteit (typering van  (HLA)), met behulp van pre-implantatiegenetische diagnostiek (PGD), en alleen bevruchte eicellen die compatibel zijn met het bestaande kind worden geïmplanteerd. Bevruchte eicellen worden ook getest om er zeker van te zijn dat ze vrij zijn van de oorspronkelijke genetische ziekte. De procedure is echter controversieel.

### Herstel van DNA-schade

Delende mesenchymatische stamcellen

Gedifferentieerde somatische cellen en embryonale stamcellen (ES-cellen) gebruiken verschillende strategieën om met DNA-schade om te gaan. Bijvoorbeeld, menselijke voorhuidfibroblasten, een type somatische cel, gebruiken niet-homologe eindbinding (NHEJ), een foutgevoelig DNA-herstelproces, als het primaire proces voor het repareren van dubbelstrengsbreuken tijdens alle stadia van de celcyclus. Vanwege zijn foutgevoelige aard, heeft NHEJ de neiging om mutaties te produceren in de klonale afstammelingen van een cel.
Embryonale stamcellen (ES) gebruiken een andere strategie om met dubbelstrengsbreuken om te gaan. Omdat ES-cellen ten grondslag liggen van alle celtypen van een organisme, inclusief de cellen van de kiembaan, zijn mutaties die ontstaan in ES-cellen als gevolg van gebrekkige DNA-reparatie een ernstiger probleem dan in gedifferentieerde somatische cellen. Bijgevolg zijn robuuste mechanismen nodig in ES-cellen om DNA-schade nauwkeurig te repareren, en als reparatie mislukt, om die cellen met niet-gerepareerde DNA-schade te verwijderen. Zo gebruiken muizen-ES-cellen voornamelijk homologe recombinatiereparatie (HRR) om dubbelstrengsbreuken te repareren. Dit type reparatie is afhankelijk van de interactie van de twee zusterchromatiden die tijdens de S-fase worden gevormd en samen aanwezig zijn tijdens de G2-fase van de celcyclus. HRR kan dubbelstrengsbreuken in één zusterchromatide nauwkeurig repareren door intacte informatie van het andere zusterchromatide te gebruiken. Cellen in de G1-fase van de celcyclus (d.w.z. na metafase/celdeling maar vóór de volgende ronde van replicatie) hebben slechts één kopie van elk chromosoom (d.w.z. zusterchromatiden zijn niet aanwezig). Muizen-ES-cellen missen een G1-controlepunt en stoppen de celcyclus niet bij het oplopen van DNA-schade. In plaats daarvan ondergaan ze geprogrammeerde celdood (apoptose) als reactie op DNA-schade. Apoptose kan worden gebruikt als een failsafe strategie om cellen met niet-gerepareerde DNA-schade te verwijderen om mutatie en progressie naar kanker te voorkomen. In overeenstemming met deze strategie hebben muizen-embryonale stamcellen een mutatiefrequentie die ongeveer 100 maal lager is dan die van klonale somatische cellen.